# Kramatorszki járás
A Kramatorszki járás (ukrán nyelven Краматорський район) közigazgatási egység Ukrajnában, a Donecki terület egyik járása. Tizenkét község, ukránul hromada (територіальна громада, teritorialna hromada) alkotja.
Az Ukrán Legfelsőbb Tanács (parlament) 2020. július 17-én elfogadott határozatával hozták létre több korábbi járás megszüntetésével és területük egyidejű összevonásával. A Donecki terület északi részén elterülő járás székhelye Kramatorszk.
További jelentősebb városai: 
- Druzskivka [a kramatorszki agglomerációban] (Дружкі́вка)
- Kosztyantinyivka (Костянтинівка)
- Liman, korábban Krasznij Liman (Лиман) – fontos vasúti csomópont
- Szlovjanszk (Слов'янськ) – vasúti és közúti csomópont, jelentős gépipara, nagy hőerőműve van, gyógyüdülőhely. A Harkivból vezető M-03-as főút mentén fekszik.[2]

## Községek
- Andrijivka község
- Druzskivka község
- Illinyivka község
- Kosztyantinyivka község
- Kramatorszk község
- Liman község
- Mikolajivka község
- Novodonecke község
- Olekszandrivka község
- Szvjatohirszk község
- Szlovjanszk község
- Cserkaszke község